# Okręgowa Spółdzielnia Mleczarska Krasnystaw
Okręgowa Spółdzielnia Mleczarska Krasnystaw – producent branży mleczarskiej. Jeden z największych producentów branży mleczarskiej w regionie lubelskim.

## Historia
Historia przedsiębiorstwa zaczyna się 3 maja 1913 roku, kiedy to założono Spółdzielnię Mleczarską w Krasnymstawie. W 1957 roku powołano Okręgową Spółdzielnię Mleczarską z siedzibą w Zażółkwi koło Krasnegostawu. W roku 1974 wybudowano nowoczesną proszkownię, a dziesięć lat później oddano do użytku nowy zakład produkcyjny specjalizujący się w wytwarzaniu mleka spożywczego, masła oraz twarogu. W 2003 firma połączyła się z OSM w Lublinie, a w 2004 roku z Zamojską Spółdzielnią Mleczarską.
Pierwszym zakładem odznaczającym się dużą historią, a zarazem wielkim wpływem na gospodarkę ziemi krasnostawskiej jest Okręgowa Spółdzielnia Mleczarska w Krasnymstawie. Zakład pierwotnie powstał z inicjatywy zarządu spółdzielni dnia 5 lutego 1913, a 3 maja rozpoczął oficjalnie produkcję. Była to druga założona spółdzielnia mleczarska w powiecie krasnostawskim po Tarnogórze. W skład zarządu weszli: Prezes Stowarzyszenia Mleczarskiego w Krasnymstawie, Kazimierz Sitkowski, kasjer Paweł Waręcki, sekretarz Antoni Chomczyński oraz pierwsi członkowie Paweł Chwaszcz i Józef Stefańczyk. Z końcem roku spółdzielnię tworzyło 75 osób (68 rolników, 6 bezrolnych i 1 posiadacz dużego gospodarstwa), z czego trzech członków miało po jednej krowie, 23 – po dwie, 26 – po trzy, 14 – po cztery, a pozostałych dziewięciu gospodarzy dysponowało łącznie 78 krowami. W sumie członkowie spółdzielni mieli więc 261 krów. Do końca grudnia dostawcy sprzedali spółdzielni 112 727 litrów mleka. Spółdzielnia początkowo głównie produkowała masło w pierwszym roku spółdzielnia wyrobiła 4586 kg masła, które zostało przekazane do własnej centrali handlowej mleczarni. Nowa otwarta spółdzielnia wyposażona była w takie m.in. urządzenia jak: kocioł, wirówka, maselnica czy wygniatarka.
W 1914 roku spółdzielnia uruchomiła trzy nowe filie: w Bzitem, Latyczowie i Małochwieju. Koszty urządzenia filii wyniosły 1090 rubli. Przez otwarcie filii wzrosła liczba hodowców do 229, a liczba krów, od których dostarczano mleko do spółdzielni, wyniosła 620. Dzięki temu wzrosła w pierwszej połowie 1914 r. dostawa mleka do 2000 litrów dziennie. Funkcjonowanie spółdzielni stało się także sprawą polityczną.
Podczas działań wojennych I wojny światowej latem Krasnystaw stał się terenem działań wojennych. Główny powód walk w rejonie Krasnegostawu był spowodowany zdobyciem pobliskiej linii kolejowej Lublin-Rejowiec-Chełm, przez co Krasnystaw stanowił ważny punkt strategiczny. Na przełomie sierpnia i września 1914 r. w Krasnymstawie starły się wojska 1. Armii austro-węgierskiej i 5. Armii rosyjskiej. Walki negatywnie wpłynęły na funkcjonowanie mleczarni. W 1915 r. doszło do kolejnych starć w lipcu, połączone siły niemieckie i austro-węgierskie starły się z wojskami rosyjskimi w bitwie pod Krasnymstawem. Miasto zostało zdobyte przez państwa centralne. W czasie bitwy bardzo ucierpiała mleczarnia doszło do zniszczenia urządzeń mleczarskich oraz żołnierze dokonali rekwizycji bydła.
Przez wydarzenia wojenne mleczarnia przestała funkcjonować, aż do 1924 r. W latach 1915–1919 na terenie powiatu krasnostawskiego nie funkcjonowała żadna spółdzielnia mleczarska. Po I wojnie światowej kilka razy próbowano wskrzesić działalność spółdzielni mleczarskiej. Wysiłki te spełzły jednak na niczym, ponieważ wojna spowodowała zbyt wielkie straty w rolnictwie. Dopiero 1923 r. zaczęły powstawać pierwsze po wojnie spółdzielnie mleczarskie w powiecie – w Małochwieju i w Piaskach Szlacheckich. W 1924 r. dla wielu polskich spółdzielni mleczarskich zaczynała się nowa przygoda. Do końca grudnia na terenie powiatu krasnostawskiego powstało 6 spółdzielni mleczarskich. Mleczarnia w Krasnymstawie 8 stycznia uzyskała nowy statut, dzięki któremu spółdzielnia mogła ponownie zostać uruchomiona. Z inicjatywy Antoniego Chomczyńskiego i osób wchodzących w skład zarządu: Józef Piętal (przewodniczący), Paweł Halczuk (sekretarz), i Paweł Waręcki.
W 2017 przedsiębiorstwo odbierało mleko od ponad 2000 dostawców ze wszystkich powiatów województwa lubelskiego i zatrudniało niecałe sześćset pracowników. Rocznie przetwarzano 160 milionów litrów mleka.

## Nagrody
Spółdzielnia zdobyła następujące wyróżnienia:
- złoty medal targów WorldFood Warsaw za chłodnik (2015),
- dwukrotne uplasowanie w czołówce Najcenniejszych Polskich Marek rankingu dziennika „Rzeczpospolita”[2].